# Internationaler Hochhaus Preis
Der Internationale Hochhaus Preis (IHP, Eigenbezeichnung; internationale Bezeichnung: International Highrise Award) ist eine Architekturpreis, der seit 2003 von der Stadt Frankfurt am Main verliehen wird. Initiatorin des Preises war die damalige Direktorin des Deutschen Architekturmuseums, Ingeborg Flagge.

## Modalitäten
Der Preis wird im Zweijahres-Rhythmus weltweit ausgelobt für „Bauwerke, die sich durch besondere Ästhetik, zukunftsweisende Gestaltung, städtebauliche Einbindung, Nachhaltigkeit sowie innovative Technik und Wirtschaftlichkeit auszeichnen“. Zugelassen sind nur neu errichtete Hochhäuser, die mindestens 100 Meter hoch sind. Teilnahmeberechtigt an der Auslobung sind Planer, Planungsgemeinschaften und andere juristische Gemeinschaften, die von Architekten oder Ingenieuren geführt werden. Gemeinsam mit ihnen werden die Bauherren ausgezeichnet.
Organisator des Auswahlverfahrens ist das Deutsche Architekturmuseum (DAM) in Frankfurt, finanzieller Träger ist die DekaBank, die ihren Sitz ebenfalls in Frankfurt hat. Berater im Nominierungsprozess ist das Hamburger Unternehmen Emporis, das eine internationale Datenbank zu Hochhäusern führt. Die jedes Mal wechselnde Jury besteht aus vier vom DAM und der  DekaBank ausgewählten international renommierten Architekten, Ingenieuren oder Architekturkritikern sowie je einem Vertreter der DekaBank, der Stadt Frankfurt und des DAM.
Der Internationale Hochhaus Preis ist dotiert mit 50.000 Euro sowie einer vom Künstler Thomas Demand aus Titanmetall geschaffenen Statuette und einer Urkunde. Die Jury kann bis zu vier weitere, nicht dotierte, Anerkennungen vergeben, so dass maximal fünf Finalisten möglich sind. Anlässlich der Preisverleihung erscheint jeweils ein Katalog, der die Preisträger vorstellt.

## Preisträger
- 2004: De Hoftoren (Sitz des niederländischen Ministeriums für Bildung, Kultur und Wissenschaft) in Den Haag, Niederlande. Entwurf: Kohn Pedersen Fox Associates International PA, London (siehe Sheldon Fox); Bauherr: ING Vastgoed, Den Haag (Immobilientochter der ING Groep)[3]
- 2006: Torre Agbar in Barcelona, Spanien. Entwurf: Ateliers Jean Nouvel, Paris; Bauherr: Sociedad General de Aguas de Barcelona SA (Spanien)
- 2008: Hearst Headquarters Tower in New York, USA. Entwurf: Büro Foster + Partners, London (Lord Norman Foster); Bauherr: Hearst Corporation, New York
- 2010: The MET in Bangkok, Thailand. Entwurfsplanung: WOHA, Singapur; Assoziierte Architekten: Tandem Architects, Bangkok [4]
- 2012: 1 Bligh Street, Sydney, Australien; Entwurfsplanung: Ingenhoven Architekten, Düsseldorf; Assoziierte Architekten: Ray Brown/Architectus, Sydney; Bauherr: Dexus Property Group[5]
- 2014: Bosco Verticale, Mailand, Italien; Architekt: Stefano Boeri; Bauherr: Manfredi Catella
- 2016: VIA 57 West, Manhattan, New York, Vereinigte Staaten; Entwurf: Bjarke Ingels Group; Bauherr: The Durst Organization
- 2018: Torre Reforma, Mexiko-Stadt, Mexiko; Entwurf: LBR&A Arquitectos, L. Benjamin Romano; Bauherr: Fondo Hexa S.A. de C.V.[6]
- 2020: Norra Tornen, Stockholm; Entwurf: Office for Metropolitan Architecture, Reiner de Graaf.[7][8]
- 2022: Quay Quarter Tower in Sydney; Entwurf: 3XN; Bauherr: AMP Capital (Tochter der AMP)
- 2024: CapitaSpring in Singapur; Entwurf: Bjarke Ingels Group und Carlo Ratti Associati; Bauherren: CapitaLand, Mitsubishi Estate[9]